# Royal Greenland
Royal Greenland A/S er en fiskerivirksomhed, der foruden at være 100% ejet af det grønlandske selvstyre, også er landets største virksomhed. Virksomheden italesætter det selv som, at de "arbejder lokalt og sælger globalt til gavn for vores 56.000 grønlandske medejere". Selskabet har godt 2.000 ansatte, heraf ca. 1.300 i Grønland. Selskabets hovedkontor er placeret i Nuuk.
Royal Greenlands ledelse består af Preben Sunke (interim CEO), Jan H. Lynge (EVP og CFO) og Bodil Marie Damgaard (EVP HR og Kommunikation).
Selskabets bestyrelse tæller Maliina Abelsen (forperson), Niels Søren Thorsen (næstforperson), Preben Sunke, Karsten Høy, Arnanguaq Holm Olsen, Johan Bertelsen, Niels Ole Møller og Sara Biilmann Egede.

## Fiskeri
Virksomheden beskæftiger sig bl.a. med kernearterne: koldtvandsrejer, hellefisk, snekrabber og torsk. Salget fra de fire fangstgrupper udgør 83 % af virksomhedens omsætning på 5,622 mia. danske kroner.
Royal Greenlands eget fiskeri leverede i 2024 54.000 tons råvarer. 57.544 tons råvarer blev i 2024 leveret af selvstændige fiskere. 
Virksomheden har 49 fabrikker i Grønland, Canada og Tyskland, som forarbejder og pakker fangsterne til færdigvarer. 
Royal Greenlands flåde består af ni udenskærs trawlere til fiskeri efter rejer,
hellefisk, torsk og pelagiske arter samt en indenskærs rejetrawler.. Virksomheden igangsatte i 2019 et omfattende flådefornyelsesprogram for at styrke selskabets konkurrenceevne og produktkapacitet. Programmet er i sommeren 2025 afsluttet med hjemkomsten af den femte og sidste trawler, Kaassaassuk, der har nyeste teknologi ombord, bl.a. robotpalletering

## Samfundsansvar
Royal Greenland arbejder ud fra en "samfundskontrakt" med det sigte at bidrage positivt og gøre en forskel for det grønlandske samfund.
Det indebærer bla. at uddanne og udvikle medarbejdere, styrke lokal samfund, handle ansvarligt og respektfuldt med lokale fiskere samt beskytte den biologiske og sociale bæredygtighed i de områder, selskabet opererer. 

## Historie
Royal Greenlands historie går tilbage til 1774 hvor det blev oprettet under navnet Den Kongelige Grønlandske Handel. 
Firmaet havde statslig monopol indtil 1950 og eksisterede i sin daværende form indtil 1985. Derefter blev det oprettet som eksportselskab under navnet Proeks (senere Royal Greenland).
I 
1979 overtog Grønlands Landsstyre selskabet og i 1990 blev det oprettet som et selvstændigt aktieselskab.